# Freestyle (skateboard)

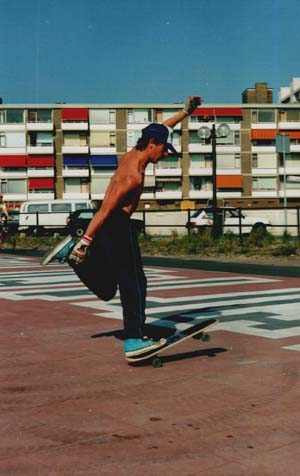
Uno skater freestyle mentre esegue un tailwheelie grab

Lo skateboard freestyle, noto anche come freestyle skateboarding, è uno dei primi stili della disciplina dello skateboard. Godette, a più riprese, di una vasta popolarità tra gli anni sessanta e gli anni novanta, quando ebbe luogo l'ultima importante competizione di skate freestyle.

## Descrizione
Il freestyle consiste nell'esecuzione di trick tecnici su flatground, ossia una superficie piana senza le rampe tipiche del vert. Infatti, per potersi esibire in freestyle, uno skater non ha bisogno di altro che della sua tavola e del flatground. Spesso le varie acrobazie compiute sullo skateboard si susseguono in un preciso schema coreografico, opportunamente integrato dalla presenza di una traccia musicale.

## Storia

### Anni 1950–60
Il freestyle fu creato negli anni cinquanta da surfisti che cercavano alternative al proprio sport anche laddove le condizioni climatiche non permettessero di mettere le tavole in mare. Le varie manovre "acquatiche" del surf venivano quindi riproposte su tavole con rotelle, note inizialmente come sidewalk surfboard, ossia "tavole da surf per marciapiedi". Negli anni sessanta la nuova disciplina acquisì diverse evoluzioni e manovre dalla danza e dalla ginnastica.

### Anni 1970–80
I due decenni successivi furono caratterizzati da maggiore creatività nello sviluppo e nell'esecuzione dei trick, diventati ora più fluidi e complessi dal punto di vista tecnico. Fu in questo periodo che raggiunsero la fama i primi skater professionisti, quali Joe Humeres, Per Welinder, Rodney Mullen e Russ Howell. Negli anni ottanta il freestyle iniziò a trasformarsi grazie a Rodney Mullen, che portò dapprima l'ollie sul flatground, per poi sviluppare i vari trick flip che caratterizzano il moderno street.

## Associazioni
Nel 1982 Frank Hawk, Jeanne Hoffmann e Sonja Catalano fondarono la California Amateur Skateboard League (CASL). Ancora attiva al giorno d'oggi, la CASL ha organizzato varie competizioni a cui hanno preso parte skater professionisti da tutto il mondo. Nel 1995, lo skater Stefan "Lillis" Åkesson creò l'International Network for Flatland Freestyle Skateboarding (INFFS) e, in seguito, con la collaborazione di Daniel Gesmer, lanciò Flatline e la sua versione digitale Flatline Online, pensata come piattaforma condivisa da tutti i praticanti di freestyle. È grazie a queste associazioni che gli skater freestyle hanno iniziato ad interagire su scala globale come mai prima. A mantenere l'interesse nello skateboard freestyle a partire dal 2000 fu la World Freestyle Skateboard Association (WFSA), fondata da Bob Staton, Daniel Gesmer e Stefan Åkesson.